# Dr. Heinz Dutošvarc
Dr. Heinz Dutošvarc (v anglickém originále Dr. Heinz Doofenshmirtz) je hlavní záporná postava v americkém dětském animovaném seriálu Phineas a Ferb z produkce Walta Disneyho. Heinze Dutošvarce v původním anglickém znění dabuje sám režisér seriálu Dan Povenmire, do češtiny jej předaboval Petr Gelnar. Heinz se vyskytuje ve všech dílech a je úhlavním nepřítelem ptakopyska Perryho.
Objeví se také na konci první řady seriálu Milo a Murphyho zákon, v druhé řadě se objevuje častěji – po tom, co je jeho budova zničena, se nastěhuje do rodiny Murphyů. Po jeho boku se objeví i ptakopysk Perry, ačkoliv už v trochu jiné roli než ve Phineas a Ferb.

## Vzhled
Dr. Dutošvarc je typický svým vědecky působícím vzhledem. Nosí dlouhý bílý lékárnický plášť (právě proto si ho lidé pletou s lékárníkem), hnědošedé kalhoty a pod pláštěm černé triko.
Má poněkud delší špičatý nos a rozcuchané hnědé vlasy, velkou bradu a téměř žádné čelo.

## Phineas a Ferb

#### Dětství a mládí
Heinz se narodil v 60. letech 20. století ve fiktivní německé vesničce Gimmelstein v oblasti zvané Drusselsteinsko. Když byl Heinz malý, přišla na jeho rodinu bída, a tak jeho otec prodal zahradního trpaslíka, (který podle pověry chrání zahradu před čarodějnicemi), takže trpaslíka musel dělat sám Heinz, to ale znamenalo, že se celou dobu nesměl hýbat, a když se pohnul, napomenul ho jeho otec: „Nehýbat se!“ Takhle o tom vypráví: „Když přišla bída, museli jsme prodat i našeho milovaného zahradního trpaslíka. Kdo ochrání rodinné plantáže před uhranutí čarodějnicí? Už od nejútlejšího dětství jsem to musel dělat sám. Ostatní děti hráli nakopávanou, a já jsem musel hodiny stát bez hnutí. A za dlouhých chladných nocí, za vytí vlkodlaků mi dělali společnost jen měsíc a kamarád Kenny.“
Po čase rodiče Heinze vydědili a tak vyrůstal s oceloty. Heinz si potřeboval najít nějakou práci, a tak mu přišlo vhod, když do města přijela pouť, jenže jediné volné místo bylo v máchacím stánku. Po čase, když si našetřil, si koupil balónek. Nakreslil mu obličej, nasprejoval ho trvanlivým sprejem a dal mu jméno Balónek. Byli z nich nejlepší kamarádi na světě, jak o tom Heinz vypráví. Až jednoho dne, když Heinz hlídal zahradu jako trpaslík (rodiče ho zpět vzali do rodiny), Balónek se vznesl a odletěl. Od té doby ho Heinz už nikdy neviděl. Chtěl se pro něj natáhnout, ale jeho otec ho okřikl: „Nehýbat se!“
Když měl Heinz 5. narozeniny, slavil je sám v půlhvězdičkové restauraci „U Paroží Karibů“. Narozeniny si však neužil, protože je slavil sám a dort mu zabavili, protože byl minimálně pro 2 osoby.
Jednou se Heinz dozvěděl, že jeho matka čeká holčičku, a ta celé týdny šila holčičí šatičky. Jenže se narodil chlapeček (Heinzův bratr Roger), a protože už nezbyla žádná látka, musel všechny ty šatičky nosit Heinz, a byl terčem posměšků a opovržení svých mužných spolužáků, jak o tom vypráví.
Když Heinzův mladší bratr Roger vyrostl, rodiče měli mnohem radši Rogera než Heinze. Roger byl vždy středem pozornosti, uměl hrát Nakopávanou (Gimmelsteinská míčová hra), prostě rodiče si více oblíbili Rogera, zatímco Heinz byl stále jen opomíjen a podceňován. To ho předurčilo k pozdější kariéře padoucha.
Heinz se rozhodl získat si matčinu lásku a tak se vydal do čtvrti prodejních automatů, kde za celé své roční kapesné (3 centy) koupil plyšového medvídka, kterého pak dal své matce. Ta však medvídka na místě darovala Rogerovi, který ihned na medvídka napsal své jméno, což Heinzovi zlomilo srdce.
Když Heinz trochu vyrostl, otec ho přivedl ke Gimmelsteinskému koupališti, kde měl skočit z vysokého prkna dolů do vody, což Heinz nedokázal, protože se bál. Jeho vztah k rodičům se pomalu vytrácel.
Někdy tou dobou začal Heinz potkávat Borise v botách, který Heinzovi stále kopal písek do tváře. Takhle o tom Heinz vypráví: Na pískovišti – PÍSEK! Na prvním rande – PÍSEK! Při vedení účtu – PÍSEK! Na pláži – kupodivu nic. Ani tam jsem si neodpočinul, pořád jsem na to čekal.
Když bylo Heinzovi asi 16, rodiče ho poslali do koloniálu pro podmáslí, byla to však jen záminka jak se ho zbavit. Obchod byla jen kulisa a ve skutečnosti to byla loď, která ho zavezla do Ameriky.

#### Dospělost
V Americe Heinz nastoupil na Střední školu. Z té doby pochází jeho nejostudnější nahrávka, ve které se řítí po chodbě na kolečkových bruslích jen ve spodním prádle a fialovém plášti, na jejímž konci uklouzne a spadne do WC.
Brzy nato se seznámí s budoucí matkou Phinease a Candace a pozdější popovou hvězdou Lindou Flynnovou. První rande mají v Danvillském autokině. Tam Heinz ironicky pronese, že chce ovládnout svět. Linda mu na to ironicky odpoví, ať začne v malém – s jejich státem. V tu chvíli mu dojde, že to je vlastně jeho cíl a rozhodne se stát padouchem. Heinz záhy rande zkazí tím, že místo reproduktoru zapne svůj zvukovátor (slouží místo reproduktoru), což zkratuje systém a znemožní provoz autokina.
Od té doby potká různé ženy, všechny ale nechtěně přesvědčí, aby se s ním rozešly. Jako čerstvý třicátník se Heinz seznámil se svou budoucí manželkou Charleane, se kterou má dceru Vanessu, ale krátce na to se rozvedou.
Poté si Heinz vzpomene, jak ho Linda před lety přivedla na nápad ovládnutí státu a že teď má na páchání zla dostatek času, a tak začne sestrojovat nejrůznější ďábelské přístroje, které mu mají posloužit k ovládnutí státu, a říká jim Ovátory (všechny končí na -ovátor – např.: mlhovátor, magnetovátor, vyvyšovátor…) a založí si firmu D.E.I. (Doofenshmirtz Evil Incorporated, česky: Dutošvarcova ďábelská korporace). S ní potom páchá své ďábelské plány, a to už je současnost seriálu (ten se odehrává někdy okolo roku 2010).

#### Stáří
O událostech z Heinzova stáří se ví jen díky stroji času (díl Kvantové hrátky Phinease a Ferba). V budoucnosti je Heinz zestárlým padouchem, který již páchá zlo v malé míře. Po změně minulosti se však Heinz stává tyranským diktátorem, který ovládá jejich stát a nutí lidi, aby se všichni jmenovali Joe a nosili lékárnické pláště. Minulost se ale napraví a vše je jako dříve.

## Milo a Murphyho zákon
Heinz Dutošvarc se poprvé objeví v díle Podezřelí mezi námi ke konci první řady, kdy se Milo, Dakota, Cavendish a Orton vydají hledat profesora, který vynalezl cestování časem. Později se zjistí, že tím vědcem byl právě Heinz Dutošvarc, který si v budoucnu změnil jméno na „Profesora Čase“, protože se to lépe prodává. S pomocí Dutošvarce se Milovi a jeho přátelům podaří zastavit zlá pistáciová monstra, která plánovala převzít vládu nad světem.
Dutošvarc se objevuje průběžně během celé druhé řady. Bydlí u Murphyů doma, jelikož jeho budova byla zničena. Můžeme vidět Dutošvarcovy pokusy sblížit se s rodinou Murphyů a společné trávení času, kterého má Dutošvarc jako nezaměstnaný spoustu.
Rozhodne se vyrábět „-ovátory“, které budou (na rozdíl od těch ve Phineas a Ferb) lidstvu prospěšné, což se mu moc nedaří a páchá více škody než užitku, čehož si všimne i O.W.C.A. a vyšle agenta P (ptakopysk Perry), aby mu v tom zabránil. Dutošvarc považuje ptakopyska Perryho za přítele, než zjistí, že Perry dostává zaplaceno za to, aby s ním trávil čas. Nakonec se ale usmíří.
Po boku ptakopyska Perryho se objeví i na konci 2. řady, kdy se vydá společně s Milovými přáteli na Milovu záchranu do vesmíru.

## Phineas a Ferb v paralelním vesmíru
Ve filmu Phineas a Ferb v paralelním vesmíru Dutošvarc vytvoří portál do jiné dimenze, ve které nalezne svou zdejší verzi – Dutošvarce, který je zde tyranským diktátorem s neomezenou mocí. Ten chce s Dutošvarcem z našeho světa nejdříve spolupracovat, ale když zjistí, že ten ve svém světě ničemu nevládne, prohlásí ho za neschopného a rozhodne se ho zbavit. V závěru filmu je krutovláda alternativního Dutošvarce svržena, i zásluhou „originálního“ Dutošvarce.

## Rodokmen rodiny Dutošvarců
|  |  |  |  | Jekyll Dutošvarc | Jekyll Dutošvarc | Jekyll Dutošvarc    | Jekyll Dutošvarc    | Jekyll Dutošvarc                        | Jekyll Dutošvarc                        |                                         |                                         | ?                                       | ?                                       | ?                | ?                | ?                | ?                |                  |                  |                |                |                |                |                    |                    |                    |                    |                        |                        |                        |                        |                        |                        |                     |                     |                         |                         |                         |                         |                         |                         |                      |                      |                      |                      |  |  |                     |                     |                       |                       |                       |                       |                       |                       |
|  |  |  |  | Jekyll Dutošvarc | Jekyll Dutošvarc | Jekyll Dutošvarc    | Jekyll Dutošvarc    | Jekyll Dutošvarc                        | Jekyll Dutošvarc                        |                                         |                                         | ?                                       | ?                                       | ?                | ?                | ?                | ?                |                  |                  |                |                |                |                |                    |                    |                    |                    |                        |                        |                        |                        |                        |                        |                     |                     |                         |                         |                         |                         |                         |                         |                      |                      |                      |                      |  |  |                     |                     |                       |                       |                       |                       |                       |                       |
|  |  |  |  |                  |                  |                     |                     |                                         |                                         |                                         |                                         |                                         |                                         |                  |                  |                  |                  |                  |                  |                |                |                |                |                    |                    |                    |                    |                        |                        |                        |                        |                        |                        |                     |                     |                         |                         |                         |                         |                         |                         |                      |                      |                      |                      |  |  |                     |                     |                       |                       |                       |                       |                       |                       |
|  |  |  |  |                  |                  |                     |                     |                                         |                                         |                                         |                                         |                                         |                                         |                  |                  |                  |                  |                  |                  |                |                |                |                |                    |                    |                    |                    |                        |                        |                        |                        |                        |                        |                     |                     |                         |                         |                         |                         |                         |                         |                      |                      |                      |                      |  |  |                     |                     |                       |                       |                       |                       |                       |                       |
|  |  |  |  |                  |                  | Gertel Dutošvarcová | Gertel Dutošvarcová | Gertel Dutošvarcová                     | Gertel Dutošvarcová                     | Gertel Dutošvarcová                     | Gertel Dutošvarcová                     |                                         |                                         | ?                | ?                | ?                | ?                | ?                | ?                |                |                |                |                |                    |                    |                    |                    |                        |                        |                        |                        |                        |                        |                     |                     |                         |                         |                         |                         |                         |                         |                      |                      |                      |                      |  |  |                     |                     |                       |                       |                       |                       |                       |                       |
|  |  |  |  |                  |                  | Gertel Dutošvarcová | Gertel Dutošvarcová | Gertel Dutošvarcová                     | Gertel Dutošvarcová                     | Gertel Dutošvarcová                     | Gertel Dutošvarcová                     |                                         |                                         | ?                | ?                | ?                | ?                | ?                | ?                |                |                |                |                |                    |                    |                    |                    |                        |                        |                        |                        |                        |                        |                     |                     |                         |                         |                         |                         |                         |                         |                      |                      |                      |                      |  |  |                     |                     |                       |                       |                       |                       |                       |                       |
|  |  |  |  |                  |                  |                     |                     |                                         |                                         |                                         |                                         |                                         |                                         |                  |                  |                  |                  |                  |                  |                |                |                |                |                    |                    |                    |                    |                        |                        |                        |                        |                        |                        |                     |                     |                         |                         |                         |                         |                         |                         |                      |                      |                      |                      |  |  |                     |                     |                       |                       |                       |                       |                       |                       |
|  |  |  |  |                  |                  |                     |                     |                                         |                                         |                                         |                                         |                                         |                                         |                  |                  |                  |                  |                  |                  |                |                |                |                |                    |                    |                    |                    |                        |                        |                        |                        |                        |                        |                     |                     |                         |                         |                         |                         |                         |                         |                      |                      |                      |                      |  |  |                     |                     |                       |                       |                       |                       |                       |                       |
|  |  |  |  |                  |                  |                     |                     |                                         |                                         |                                         |                                         |                                         |                                         |                  |                  |                  |                  |                  |                  |                |                |                |                |                    |                    |                    |                    |                        |                        |                        |                        |                        |                        |                     |                     |                         |                         |                         |                         |                         |                         |                      |                      |                      |                      |  |  |                     |                     |                       |                       |                       |                       |                       |                       |
|  |  |  |  |                  |                  |                     |                     |                                         |                                         |                                         |                                         |                                         |                                         |                  |                  |                  |                  |                  |                  |                |                |                |                |                    |                    |                    |                    |                        |                        |                        |                        |                        |                        |                     |                     |                         |                         |                         |                         |                         |                         |                      |                      |                      |                      |  |  |                     |                     |                       |                       |                       |                       |                       |                       |
|  |  |  |  |                  |                  |                     |                     | Henrieta Zupermühltienatör-Dutošvarcová | Henrieta Zupermühltienatör-Dutošvarcová | Henrieta Zupermühltienatör-Dutošvarcová | Henrieta Zupermühltienatör-Dutošvarcová | Henrieta Zupermühltienatör-Dutošvarcová | Henrieta Zupermühltienatör-Dutošvarcová |                  |                  |                  |                  | José Dutošvarc   | José Dutošvarc   | José Dutošvarc | José Dutošvarc | José Dutošvarc | José Dutošvarc |                    |                    | ?                  | ?                  | ?                      | ?                      | ?                      | ?                      |                        |                        |                     |                     |                         |                         |                         |                         |                         |                         |                      |                      |                      |                      |  |  |                     |                     |                       |                       |                       |                       |                       |                       |
|  |  |  |  |                  |                  |                     |                     | Henrieta Zupermühltienatör-Dutošvarcová | Henrieta Zupermühltienatör-Dutošvarcová | Henrieta Zupermühltienatör-Dutošvarcová | Henrieta Zupermühltienatör-Dutošvarcová | Henrieta Zupermühltienatör-Dutošvarcová | Henrieta Zupermühltienatör-Dutošvarcová |                  |                  |                  |                  | José Dutošvarc   | José Dutošvarc   | José Dutošvarc | José Dutošvarc | José Dutošvarc | José Dutošvarc |                    |                    | ?                  | ?                  | ?                      | ?                      | ?                      | ?                      |                        |                        |                     |                     |                         |                         |                         |                         |                         |                         |                      |                      |                      |                      |  |  |                     |                     |                       |                       |                       |                       |                       |                       |
|  |  |  |  |                  |                  |                     |                     |                                         |                                         |                                         |                                         |                                         |                                         |                  |                  |                  |                  |                  |                  |                |                |                |                |                    |                    |                    |                    |                        |                        |                        |                        |                        |                        |                     |                     |                         |                         |                         |                         |                         |                         |                      |                      |                      |                      |  |  |                     |                     |                       |                       |                       |                       |                       |                       |
|  |  |  |  |                  |                  |                     |                     |                                         |                                         |                                         |                                         |                                         |                                         |                  |                  |                  |                  |                  |                  |                |                |                |                |                    |                    |                    |                    |                        |                        |                        |                        |                        |                        |                     |                     |                         |                         |                         |                         |                         |                         |                      |                      |                      |                      |  |  |                     |                     |                       |                       |                       |                       |                       |                       |
|  |  |  |  |                  |                  |                     |                     |                                         |                                         |                                         |                                         |                                         |                                         |                  |                  |                  |                  |                  |                  |                |                |                |                |                    |                    |                    |                    |                        |                        |                        |                        |                        |                        |                     |                     |                         |                         |                         |                         |                         |                         |                      |                      |                      |                      |  |  |                     |                     |                       |                       |                       |                       |                       |                       |
|  |  |  |  |                  |                  |                     |                     |                                         |                                         |                                         |                                         |                                         |                                         |                  |                  |                  |                  |                  |                  |                |                |                |                |                    |                    |                    |                    |                        |                        |                        |                        |                        |                        |                     |                     |                         |                         |                         |                         |                         |                         |                      |                      |                      |                      |  |  |                     |                     |                       |                       |                       |                       |                       |                       |
|  |  |  |  | Boris Dutošvarc  | Boris Dutošvarc  | Boris Dutošvarc     | Boris Dutošvarc     | Boris Dutošvarc                         | Boris Dutošvarc                         |                                         |                                         |                                         |                                         | Justin Dutošvarc | Justin Dutošvarc | Justin Dutošvarc | Justin Dutošvarc | Justin Dutošvarc | Justin Dutošvarc |                |                |                |                | „strýček Kalhotka“ | „strýček Kalhotka“ | „strýček Kalhotka“ | „strýček Kalhotka“ | „strýček Kalhotka“     | „strýček Kalhotka“     |                        |                        | Sineclone Dutošvarc    | Sineclone Dutošvarc    | Sineclone Dutošvarc | Sineclone Dutošvarc | Sineclone Dutošvarc     | Sineclone Dutošvarc     |                         |                         | otec Heinze a Rogera    | otec Heinze a Rogera    | otec Heinze a Rogera | otec Heinze a Rogera | otec Heinze a Rogera | otec Heinze a Rogera |  |  |                     |                     | matka Heinze a Rogera | matka Heinze a Rogera | matka Heinze a Rogera | matka Heinze a Rogera | matka Heinze a Rogera | matka Heinze a Rogera |
|  |  |  |  | Boris Dutošvarc  | Boris Dutošvarc  | Boris Dutošvarc     | Boris Dutošvarc     | Boris Dutošvarc                         | Boris Dutošvarc                         |                                         |                                         |                                         |                                         | Justin Dutošvarc | Justin Dutošvarc | Justin Dutošvarc | Justin Dutošvarc | Justin Dutošvarc | Justin Dutošvarc |                |                |                |                | „strýček Kalhotka“ | „strýček Kalhotka“ | „strýček Kalhotka“ | „strýček Kalhotka“ | „strýček Kalhotka“     | „strýček Kalhotka“     |                        |                        | Sineclone Dutošvarc    | Sineclone Dutošvarc    | Sineclone Dutošvarc | Sineclone Dutošvarc | Sineclone Dutošvarc     | Sineclone Dutošvarc     |                         |                         | otec Heinze a Rogera    | otec Heinze a Rogera    | otec Heinze a Rogera | otec Heinze a Rogera | otec Heinze a Rogera | otec Heinze a Rogera |  |  |                     |                     | matka Heinze a Rogera | matka Heinze a Rogera | matka Heinze a Rogera | matka Heinze a Rogera | matka Heinze a Rogera | matka Heinze a Rogera |
|  |  |  |  |                  |                  |                     |                     |                                         |                                         |                                         |                                         |                                         |                                         |                  |                  |                  |                  |                  |                  |                |                |                |                |                    |                    |                    |                    |                        |                        |                        |                        |                        |                        |                     |                     |                         |                         |                         |                         |                         |                         |                      |                      |                      |                      |  |  |                     |                     |                       |                       |                       |                       |                       |                       |
|  |  |  |  |                  |                  |                     |                     |                                         |                                         |                                         |                                         |                                         |                                         |                  |                  |                  |                  |                  |                  |                |                |                |                |                    |                    |                    |                    |                        |                        |                        |                        |                        |                        |                     |                     |                         |                         |                         |                         |                         |                         |                      |                      |                      |                      |  |  |                     |                     |                       |                       |                       |                       |                       |                       |
|  |  |  |  |                  |                  |                     |                     |                                         |                                         |                                         |                                         |                                         |                                         |                  |                  |                  |                  |                  |                  |                |                |                |                |                    |                    |                    |                    |                        |                        |                        |                        |                        |                        |                     |                     |                         |                         |                         |                         |                         |                         |                      |                      |                      |                      |  |  |                     |                     |                       |                       |                       |                       |                       |                       |
|  |  |  |  |                  |                  |                     |                     |                                         |                                         |                                         |                                         |                                         |                                         |                  |                  |                  |                  |                  |                  |                |                |                |                |                    |                    |                    |                    |                        |                        |                        |                        |                        |                        |                     |                     |                         |                         |                         |                         |                         |                         |                      |                      |                      |                      |  |  |                     |                     |                       |                       |                       |                       |                       |                       |
|  |  |  |  |                  |                  |                     |                     |                                         |                                         |                                         |                                         |                                         |                                         |                  |                  |                  |                  |                  |                  |                |                |                |                |                    |                    |                    |                    | Charleane Dutošvarcová | Charleane Dutošvarcová | Charleane Dutošvarcová | Charleane Dutošvarcová | Charleane Dutošvarcová | Charleane Dutošvarcová |                     |                     | Dr. Heinz Doofenshmirtz | Dr. Heinz Doofenshmirtz | Dr. Heinz Doofenshmirtz | Dr. Heinz Doofenshmirtz | Dr. Heinz Doofenshmirtz | Dr. Heinz Doofenshmirtz |                      |                      |                      |                      |  |  | Roger Doofenshmirtz | Roger Doofenshmirtz | Roger Doofenshmirtz   | Roger Doofenshmirtz   | Roger Doofenshmirtz   | Roger Doofenshmirtz   |                       |                       |
|  |  |  |  |                  |                  |                     |                     |                                         |                                         |                                         |                                         |                                         |                                         |                  |                  |                  |                  |                  |                  |                |                |                |                |                    |                    |                    |                    | Charleane Dutošvarcová | Charleane Dutošvarcová | Charleane Dutošvarcová | Charleane Dutošvarcová | Charleane Dutošvarcová | Charleane Dutošvarcová |                     |                     | Dr. Heinz Doofenshmirtz | Dr. Heinz Doofenshmirtz | Dr. Heinz Doofenshmirtz | Dr. Heinz Doofenshmirtz | Dr. Heinz Doofenshmirtz | Dr. Heinz Doofenshmirtz |                      |                      |                      |                      |  |  | Roger Doofenshmirtz | Roger Doofenshmirtz | Roger Doofenshmirtz   | Roger Doofenshmirtz   | Roger Doofenshmirtz   | Roger Doofenshmirtz   |                       |                       |
|  |  |  |  |                  |                  |                     |                     |                                         |                                         |                                         |                                         |                                         |                                         |                  |                  |                  |                  |                  |                  |                |                |                |                |                    |                    |                    |                    |                        |                        |                        |                        |                        |                        |                     |                     |                         |                         |                         |                         |                         |                         |                      |                      |                      |                      |  |  |                     |                     |                       |                       |                       |                       |                       |                       |
|  |  |  |  |                  |                  |                     |                     |                                         |                                         |                                         |                                         |                                         |                                         |                  |                  |                  |                  |                  |                  |                |                |                |                |                    |                    |                    |                    |                        |                        |                        |                        |                        |                        |                     |                     |                         |                         |                         |                         |                         |                         |                      |                      |                      |                      |  |  |                     |                     |                       |                       |                       |                       |                       |                       |
|  |  |  |  |                  |                  |                     |                     |                                         |                                         |                                         |                                         |                                         |                                         |                  |                  |                  |                  |                  |                  |                |                |                |                |                    |                    |                    |                    |                        |                        |                        |                        | Vanessa Dutošvarcová   |                        |                     |                     |                         |                         |                         |                         |                         |                         |                      |                      |                      |                      |  |  |                     |                     |                       |                       |                       |                       |                       |                       |
|  |  |  |  |                  |                  |                     |                     |                                         |                                         |                                         |                                         |                                         |                                         |                  |                  |                  |                  |                  |                  |                |                |                |                |                    |                    |                    |                    |                        |                        |                        |                        |                        |                        |                     |                     |                         |                         |                         |                         |                         |                         |                      |                      |                      |                      |  |  |                     |                     |                       |                       |                       |                       |                       |                       |

- Jekyll Dutošvarc (v originále Jerkyll Doofenshmirtz) – prapraděda Heinze a Rogera Dutošvarců. Žil někdy ve 40. letech 19. století v Gimmelsteinu a chtěl vyhrát „Soutěž o největší příšeru“. Jeho plány mu ale nevyšly. Jerkyll vystupuje v díle „Phineasferbenesova příšera“, kdy o něm vypráví jeho pra-pra-vnuk Heinz Dutošvarc.
- Gertel Dutošvarcová (v originále Gertel Doofenshmirtz) – prababička Heinze a Rogera Dutošvaců. Je dcera Jekylla Dutošvarce a matka Josého Dutošvarce. Ví se o ní jen to, že založila rodinnou tradici sekané. Recept na ni předala svému synovi Josému. O své prababičce Gertel vypráví Heinz Dutošvarc v dílu „Sekané překvapení“.
- Henrieta Dutošvarcová-Hagenspitzová (v originále Henrieta Doofenshmirtz-Hagenspitz) – prateta Heinze a Rogera Dutošvarců, sestra Josého. Za svobodna se jmenovala Dutošvarcová, po svatbě Hagenspitzová. Svému jedinému prasynovci, Heinzovi Dutošvarcovi, odkázala svůj majetek včetně Ghimelstainského hrádku. Měla sice ještě jednoho prasynovce, Rogera, ale toho nenáviděla a proto ji měl Heinz tolik rád.
- José Dutošvarc (v originále José Doofenshmirtz) – děda Heinze a Rogera Dutošvarců, byl otcem nejméně pěti dětí. Nosil velký černý knír a klobouk zvaný sombréro. Většinu svého života strávil v Mexiku.
- Boris Dutošvarc (v originále Boris Doofenshmirtz) – strýc Heinze a Rogera Dutošvarcových, bratr jejich otce, syn Josého.
- Justin Dutošvarc (v originále Justin Doofenshmirtz), zvaný Borneo – strýc Heinze a Rogera Dutošvarcových, který žije na Borneu (odtud jeho přezdívka). Je zmíněn v dílu „Vánoční prázdniny Phinease a Ferba“, když s ním Heinz Dutošvarc telefonuje.
- strýček Kalhotka – strýc Heinze a Rogera Dutošvarcových, syn Josého. Jeho pravé jméno není známé, a tak se mu říká Kalhotka, protože sám kalhoty nikdy nenosil. Nechal si narůst vlasy a vousy tak, že to připomínalo kočičí tvář. Dr. Heinz Dutošvarc o něm vypráví v díle „V lázních“.
- Sineclone Dutošvarc (v originále Sineclone Doofenshmirtz) – strýc Heinze a Rogera Dutošvarcových, syn Josého. Proslavil se hlavně díky svému vozu, sestaveném ze zbytků okupačních strojů. Ten si vyrobil na přehlídku vozů (kterou pak vyhrál) a nazval ho Gimmelsteinský Bum-Bác 3 000. V dílu „Prima bourák“ o něm vypráví jeho synovec Heinz Dutošvarc.
- Roger Dutošvarc (v originále Roger Doofenshmirtz) – mladší bratr Heinze Dutošvarce. Je starosta Města Danville. Podrobnější informace zde: Roger Doofenshmirtz.
- Charleane Dutošvarc (v originále Charleane Doofenshmirtz) – bývalá manželka Dr. Dutošvarce. Podrobnější infotmace zde: Charleane Doofensfmirtzová.
- Vanessa Dutošvarcová (v originále Vanesa Doofenshmirtz) – jediná dcera Dr. Dutošvarce. Podrobnější infotmace zde: Vanessa Doofenshmirtzová.